# Ludwig von Moos
Pour les articles homonymes, voir von Moos.
Ludwig von Moos, né le 31 janvier 1910 à Sachseln (originaire du même lieu) et mort le 16 novembre 1990 à Berne, est une personnalité politique suisse, membre du Parti conservateur-chrétien social.

## Biographie
Il fréquente le gymnase des Bénédictins de Sarnen avant d'étudier le droit, de 1930 à 1933, à l'Université de Fribourg où il obtient une licence. Pendant cette période, il est président de la commune de Sachseln de 1941 à 1946 tout en étant juge cantonal. Il a également été rédacteur de 1935 à 1942 du Obwalder Volksfreund.
Élu en 1943 conseiller aux Conseil des États, il est à 33 ans, le plus jeune conseiller de cette chambre. Durant son mandat, il dépose une motion demandant l'abrogation des articles d'exception anti-catholiques de la Constitution fédérale (jésuites, couvents, évêchés). Il y siègera jusqu'en 1959. De 1946 à 1959, il siège également au Conseil d'État du canton d'Obwald et en est le président à quatre reprises en portant le titre de Landaman (1953, 1955, 1957 et 1959).
En 1946, il entre au conseil d'administration de la Banque cantonale d'Obwald qu'il préside dès 1954. La même année, il est nommé au conseil d'administration des CFF et en 1957, au conseil de l'École polytechnique fédérale de Zurich.
Le 17 décembre 1959, il est élu au Conseil fédéral (75e conseiller fédéral de l'histoire[réf. nécessaire]), où il prend en charge le département de Justice et Police jusqu'au 31 décembre 1971. Sous son administration, son département publie en 1969, le livre de la défense civile, vivement controversé en qualifiant toute opinion dissidente de dangereuse pour l'État. Il présente avec succès une série de réformes législatives, dont une loi visant à limiter l'acquisition d'immeubles par les étrangers (Lex von Moos, 1961) et travaillera pour l'introduction du suffrage féminin en 1971.
Il est président de la Confédération suisse pendant l'année de l'Exposition nationale de 1964 et lors de la visite du pape Paul VI en 1969.
En 1964, il reçoit le titre de Docteur Honoris causa de l'Université de Fribourg. Il préside en outre la commission fédérale pour la protection de la nature et du patrimoine (1972-1977), l'Association du Musée suisse des transports (1972-1982) et celle des amis de l'Université de Fribourg (1972-1982).

## Vie privée
Fils de Konstantin et d'Elisa (née Ackermann), il est le plus jeune des onze frères et sœurs. En 1939, il épouse Helena Regina Durrer dont il eut quatre fils et trois filles.